# Canton de Vire Normandie
Le canton de Vire Normandie, précédemment appelé canton de Vire, est une circonscription électorale française située dans le département du Calvados et la région Normandie.

## Histoire
Un nouveau découpage territorial du Calvados entre en vigueur en mars 2015, défini par le décret du 17 février 2014, en application des lois du 17 mai 2013 (loi organique 2013-402 et loi 2013-403). Les conseillers départementaux sont, à compter de ces élections, élus au scrutin majoritaire binominal mixte. Les électeurs de chaque canton élisent au Conseil départemental, nouvelle appellation du Conseil général, deux membres de sexe différent, qui se présentent en binôme de candidats. Les conseillers départementaux sont élus pour 6 ans au scrutin binominal majoritaire à deux tours, l'accès au second tour nécessitant 12,5 % des inscrits au 1er tour. En outre la totalité des conseillers départementaux est renouvelée. Ce nouveau mode de scrutin nécessite un redécoupage des cantons dont le nombre est divisé par deux avec arrondi à l'unité impaire supérieure si ce nombre n'est pas entier impair, assorti de conditions de seuils minimaux. Dans le Calvados, le nombre de cantons passe ainsi de 49 à 25. Le nombre de communes du canton est porté de 8 à 26.
Les limites départementales, d'arrondissements et cantonales sont modifiées par décret du 26 décembre 2017 : le territoire communal de Pont-Farcy est rattaché au département de la Manche le 1er janvier 2018 en vue de l'extension de la commune nouvelle de Tessy-Bocage.
Le canton prend sa dénomination actuelle par décret du 24 février 2021.

## Géographie
Ce canton est organisé autour de Vire Normandie dans l'arrondissement de Vire. 

## Représentation

### Conseillers d'arrondissement (de 1833 à 1940)
Le canton de Vire avait deux conseillers d'arrondissement.
| Période                                  | Période          | Identité                                          | Étiquette                | Qualité |
| ---------------------------------------- | ---------------- | ------------------------------------------------- | ------------------------ | --- |
| 1833                                     | 1839             | Edme Jacques Andouillé (1769-1859)                |                          | Conservateur des hypothèques, Vire                                                                          |
| 1833                                     | 1839             | Louis Thomas Heurtault de Boisneville (1788-1866) |                          | Propriétaire à Vire, ancien maire de Vaudry (1823-1826)                                                     |
| 1839                                     | 1845             | Pierre Moulin-Dubourg                             |                          | Propriétaire à Vire                                                                                         |
| 1839                                     | 1852             | Louis Huet                                        |                          | Propriétaire à Vire, suppléant du juge de paix de 1848 à 1852                                               |
| 1845                                     | 1848             | Victor Martial Châtel                             |                          | Propriétaire à Vire                                                                                         |
| 1848                                     | 1849             | Adolphe Delahaye                                  |                          | Président du tribunal civil de Vire                                                                         |
| 1849                                     | 1867             | François-Simon Cazin (1796-1890)                  |                          | Avocat, propriétaire à Vire                                                                                 |
| 1852                                     | 1861             | Georges Michel-Laneuville                         |                          | Notaire honoraire à Vire                                                                                    |
| 1861                                     | 1867             | Isidore de La Huppe de Larturière (1816-1895)     |                          | Avocat, maire de Vire                                                                                       |
| 1867                                     | 1888             | Georges Michel-Laneuville                         |                          | Notaire honoraire à Vire, suppléant du juge de paix jusqu'en 1884                                           |
| 1867                                     | 1871             | Léon Barbanchon (1814-1893)                       |                          | Docteur-médecin à Vire                                                                                      |
| 1871                                     | 1877 (décès)     | Étienne Pichard (1805-1877)                       |                          | Président du tribunal de Vire                                                                               |
| 1877                                     | 1882 (démission) | Nestor Lalleman (1810-1884)                       |                          | Négociant en vins, maire de Vire                                                                            |
| 1882                                     | 1892             | Alexandre Dior (1844-1907)                        |                          | Négociant brasseur à Vire                                                                                   |
| 1888                                     | 1892             | Eugène-Cyrille Tricault (1831-1911)               | Républicain              | Propriétaire à Vire, ancien conseiller municipal de Roullours                                               |
| 1892                                     | 1894 (démission) | Émile Chenel                                      | Républicain progressiste | Avocat, maire de Vire                                                                                       |
| 1892                                     | 1898 (décès)     | Jules Huet (1831-1898)                            |                          | Maire de Saint-Germain-de-Tallevende                                                                        |
| 1894                                     | 1907             | Jules Hallais (1851-1914)                         |                          | Entrepreneur de granit, maire de Vaudry                                                                     |
| 1898                                     | 1907             | Charles Tricault                                  |                          | Adjoint au maire, puis maire de Roullours                                                                   |
| 1907                                     | 1926 (décès)     | Albert Restout (1861-1926)                        | Républicain libéral      | Marchand de bestiaux, maire de Truttemer-le-Grand                                                           |
| 1907                                     | 1940             | Auguste Madelaine                                 | URD puis PSF             | Éleveur à Neuville                                                                                          |
| 1926                                     | 1931 (décès)     | Charles Drouet (1854-1931)                        |                          | Avocat, maire de Vire                                                                                       |
| 1931                                     | 1940             | Léon Lebret                                       | RG                       | Cultivateur, adjoint au maire de Vire                                                                       |
| 1940                                     |                  |                                                   |                          | Les conseils d'arrondissement ont été suspendus par la loi du 12 octobre 1940 et n'ont jamais été réactivés |
| Les données manquantes sont à compléter. |                  |                                                   |                          | |

### Conseillers généraux de 1833 à 2015
| Période | Période          | Identité                                 | Étiquette                | Qualité |
| ------- | ---------------- | ---------------------------------------- | ------------------------ | --- |
| 1833    | 1849 (décès)     | Armand Rocherullé-Deslongrais            | Gauche puis droite       | Négociant en vins, maire de Vire, député (1834-1849)                                                                     |
| 1849    | 1852             | Adolphe Delahaye                         |                          | Président du tribunal civil de Vire, conseiller d'arrondissement                                                         |
| 1852    | 1867             | Emmanuel Auguste Le Peltier de l'Aunerie |                          | Magistrat, maire de Coulonces                                                                                            |
| 1867    | 1880             | Isidore de La Huppe de Larturière        | Droite                   | Propriétaire, maire de Vire, conseiller d'arrondissement                                                                 |
| 1880    | 1894 (décès),    | Jean Désiré Delafontaine                 | Républicain              | Propriétaire, conseiller municipal de Vire                                                                               |
| 1894    | 1905 (décès)     | Émile Chenel                             | Républicain progressiste | Avocat, maire de Vire (1885-1905), conseiller d'arrondissement, député (1898-1902)                                       |
| 1905    | 1919             | Jules Hallais                            | Républicain Act.lib      | Entrepreneur de granit, maire de Vaudry                                                                                  |
| 1919    | 1936 (décès)     | Charles Tricault (1861-1936)             | RG                       | Propriétaire à Vire, ancien conseiller d'arrondissement                                                                  |
| 1937    | 1940             | Alfred Halbout (1880-1954)               | Union nationale          | Maire de Truttemer-le-Grand, nommé conseiller départemental en 1943                                                      |
|         |                  |                                          |                          | |
| 1945    | 1958             | André Halbout                            | DVD-RPF puis RS          | Pharmacien, député (1962-1967), maire de Vire (1944-1958)                                                                |
| 1958    | 1970             | Bertrand Le Chevrel                      | DVD puis CD              | Chirurgien, maire de Vire (1958-1965), suppléant du député Jacques Le Roy Ladurie (1958-1962)                            |
| 1970    | 1988             | Olivier Stirn                            | UDR, puis UDF            | Sous-préfet, maire de Vire (1971-1989), secrétaire d'État (1973-1978), député du Calvados (1968-1973, 1978 et 1981-1986) |
| 1988    | 1994             | Jean-Yves Cousin                         | RPR                      | Inspecteur principal des impôts, maire de Vire depuis 1989                                                               |
| 1994    | 2001             | Olivier Stirn                            | MDR                      | Ancien maire de Vire, ancien ministre (1988-1990), ancien député                                                         |
| 2001    | 2002 (démission) | Jean-Yves Cousin                         | RPR                      | Maire de Vire (1989-2014), député (2002-2012)                                                                            |
| 2002    | 2015             | Marc Andreu Sabater                      | PRG                      | Adjoint puis maire de Saint-Germain-de-Tallevende-la-Lande-Vaumont (de 2008 à 2014), maire de Vire (2014-2015)           |

Le canton participe à l'élection du député de la sixième circonscription du Calvados.

### Conseillers départementaux à partir de 2015
| Période élective | Période élective | Mandat     | Mandat                 | Identité                 | Nuance | Nuance | Qualité |
| ---------------- | ---------------- | ---------- | ---------------------- | ------------------------ | ------ | ------ | --- |
| 2015             | 2021             | 2015       | 2021                   | Marc Andreu-Sabater      |        | PRG    | Conseiller en formation continue, maire de Vire Normandie (depuis 2016), maire puis maire délégué de Vire (depuis 2014), président de la communauté de communes Intercom de la Vire au Noireau (depuis 2017), ancien maire de Saint-Germain-de-Tallevende-la-Lande-Vaumont (2008-2014) |
| 2015             | 2021             | 2015       | avril 2018 (démission) | Reine Eude               |        | DVG    | Enseignante retraitée, maire-adjointe de Noues de Sienne (2017-2020), maire puis maire déléguée du Gast (2014-2020) |
| 2015             | 2021             | avril 2018 | 2021                   | Marie-Christine Quertier |        | DVG    | Médecin, Roullours, élue en 2021 dans le canton de Caen-2 |
| 2021             | 2028             | 2021       | 2024 (démission)       | Marc Andreu Sabater      |        | LREM   | 14e vice-président (LREM) du conseil départemental, maire de Vire-Normandie |
| 2021             | 2028             | 2021       | en cours               | Coraline Brison-Valognes |        | DVC    | Responsable contrôle de gestion, adjointe SE au maire de Noues de Sienne, maire déléguée de Mesnil-Clinchamps, Le Mesnil-Benoist et Le Mesnil-Caussois |
| 2021             | 2028             | 2024       | en cours               | Lucien Bazin             |        | DVC    | 10e adjoint au maire de Vire Normandie chargé du commerce et de l'artisanat, vice-président de l’Intercom de la Vire au Noireau |

### Résultats détaillés

#### Élections de mars 2015
À l'issue du premier tour des élections départementales de 2015, deux binômes sont en ballottage : Marc Andreu Sabater et Reine Eude (DVG, 40,8 %) et Pascal Martin et Jane Pigault (UMP, 28,16 %). Le taux de participation est de 53,64 % (9 954 votants sur 18 557 inscrits) contre 51,43 % au niveau départemental et 50,17 % au niveau national.
Au second tour, Marc Andreu Sabater et Reine Eude (DVG) sont élus avec 56,09 % des suffrages exprimés et un taux de participation de 53,17 % (5 008 voix pour 9 867 votants et 18 559 inscrits).
Marc Andreu Sabater est membre du MRSL, puis de LREM.

#### Élections de juin 2021
Le premier tour des élections départementales de 2021 est marqué par un très faible taux de participation (33,26 % au niveau national). Dans le canton de Vire Normandie, ce taux de participation est de 32,19 % (5 786 votants sur 17 975 inscrits) contre 34,31 % au niveau départemental. À l'issue de ce premier tour, deux binômes sont en ballottage : Marc Andreu Sabater et Coraline Brison-Valognes (DVC, 40,6 %) et Christelle Lefranc et Pascal Martin (DVD, 29,91 %).
Le second tour des élections est marqué une nouvelle fois par une abstention massive équivalente au premier tour. Les taux de participation sont de 34,3 % au niveau national, 34,65 % dans le département et 32,26 % dans le canton de Vire Normandie. Marc Andreu Sabater et Coraline Brison-Valognes (DVC) sont élus avec 53,82 % des suffrages exprimés (2 871 voix pour 5 833 votants et 18 082 inscrits),,.

## Composition

### Composition avant 2015

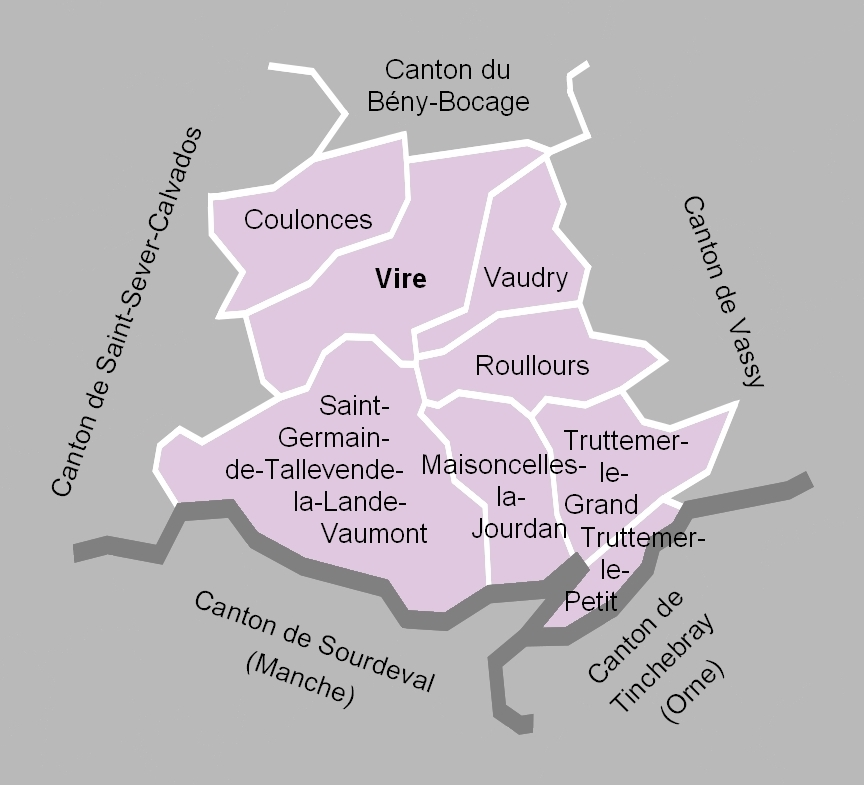
La carte des communes de l'ancien canton. Les cantons limitrophes étaient ceux de Saint-Sever-Calvados, du Bény-Bocage, de Vassy, de Tinchebray et de Sourdeval.

Situation du canton dans l'arrondissement de Vire avant 2015.

Le canton de Vire comptait huit communes.
| Nom                                          | Code Insee | Codepostal | Superficie (km2) | Population (dernière pop. légale) | Densité (hab./km2) |
| -------------------------------------------- | ---------- | ---------- | ---------------- | --------------------------------- | ------------------ |
| Vire (chef-lieu)                             | 14762      | 14500      | 22,50            | 12 183 (2009)                     | 541                |
| Coulonces                                    | 14187      | 14500      | 15,58            | 697 (2008)                        | 45                 |
| Maisoncelles-la-Jourdan                      | 14388      | 14500      | 13,54            | 475 (2009)                        | 35                 |
| Roullours                                    | 14545      | 14500      | 13,15            | 871 (2009)                        | 66                 |
| Saint-Germain-de-Tallevende-la-Lande-Vaumont | 14584      | 14500      | 41,89            | 1 985 (2009)                      | 47                 |
| Truttemer-le-Grand                           | 14717      | 14500      | 14,69            | 605 (2008)                        | 41                 |
| Truttemer-le-Petit                           | 14718      | 14500      | 5,28             | 114 (2008)                        | 22                 |
| Vaudry                                       | 14730      | 14500      | 11,89            | 1 514 (2009)                      | 127                |

À la suite du redécoupage des cantons pour 2015, toutes les communes sont rattachées au nouveau canton de Vire auquel s'ajoutent les dix-huit communes du canton de Saint-Sever-Calvados.

#### Anciennes communes
Les anciennes communes suivantes étaient incluses dans le territoire du canton de Vire antérieur à 2015 :
- Neuville, absorbée en 1953 par Vire.
- La Lande-Vaumont, associée le 1er janvier 1973 à Saint-Germain-de-Tallevende. La commune prend le nom de Saint-Germain-de-Tallevende-la-Lande-Vaumont (l'un des trois plus longs noms de commune en France) et la fusion devient totale le 1er janvier 1978.

Le canton comprenait également une commune associée :
- Saint-Martin-de-Tallevende, associée à Vire depuis le 1er janvier 1973.

### Composition après 2015
Après le redécoupage de 2014, le canton de Vire comprenait vingt-six communes entières.
Le canton est désormais composé de neuf communes à la suite des fusions suivantes :
- au 1er janvier 2016, huit communes forment la commune nouvelle de Vire Normandie[32],
- au 1er janvier 2017, dix communes forment la commune nouvelle de Noues de Sienne.
- au 1er janvier 2018,  le territoire de  commune de Pont-Farcy est rattaché au département de la Manche, décision préalable à  la fusion  des communes de Tessy Bocage, située dans la Manche, et de Pont-Farcy, située dans le Calvados. Les cantons concernés sont modifiés en conséquence[7].

| Nom                                    | Code Insee | Intercommunalité                  | Superficie (km2) | Population (dernière pop. légale) | Densité (hab./km2) | Modifier                                    |
| -------------------------------------- | ---------- | --------------------------------- | ---------------- | --------------------------------- | ------------------ | ------------------------------------------- |
| Vire Normandie (bureau centralisateur) | 14762      | CC Intercom de la Vire au Noireau | 138,52           | 17 411 (2022)                     | 126                | modifier les données · modifier les données |
| Beaumesnil                             | 14054      | CC Intercom de la Vire au Noireau | 4,99             | 207 (2022)                        | 41                 | modifier les données · modifier les données |
| Campagnolles                           | 14127      | CC Intercom de la Vire au Noireau | 10,06            | 555 (2022)                        | 55                 | modifier les données · modifier les données |
| Landelles-et-Coupigny                  | 14352      | CC Intercom de la Vire au Noireau | 24,67            | 827 (2022)                        | 34                 | modifier les données · modifier les données |
| Le Mesnil-Robert                       | 14424      | CC Intercom de la Vire au Noireau | 4,08             | 184 (2022)                        | 45                 | modifier les données · modifier les données |
| Noues de Sienne                        | 14658      | CC Intercom de la Vire au Noireau | 117,58           | 4 236 (2022)                      | 36                 | modifier les données · modifier les données |
| Pont-Bellanger                         | 14511      | CC Intercom de la Vire au Noireau | 3,54             | 64 (2022)                         | 18                 | modifier les données · modifier les données |
| Saint-Aubin-des-Bois                   | 14559      | CC Intercom de la Vire au Noireau | 8,26             | 221 (2022)                        | 27                 | modifier les données · modifier les données |
| Sainte-Marie-Outre-l'Eau               | 14619      | CC Intercom de la Vire au Noireau | 5,75             | 128 (2022)                        | 22                 | modifier les données · modifier les données |
| Canton de Vire Normandie               | 1425       |                                   | 317,45           | 23 833 (2022)                     | 75                 | modifier les données                        |

## Démographie

### Démographie avant 2015
| 1962   | 1968   | 1975   | 1982   | 1990   | 1999   | 2006   | 2011   | 2012   |
| ------ | ------ | ------ | ------ | ------ | ------ | ------ | ------ | ------ |
| 15 622 | 16 889 | 18 334 | 19 050 | 18 397 | 18 564 | 18 439 | 18 240 | 17 884 |

### Démographie depuis 2015
En 2022, le canton comptait 23 833 habitants, en évolution de −1,14 % par rapport à 2016 (Calvados : +1,58 %, France hors Mayotte : +2,11 %).
| 2013   | 2018   | 2022   |
| ------ | ------ | ------ |
| 25 167 | 23 476 | 23 833 |